# 4568 Menkaure
4568 Menkaure eller 1983 RY3 är en asteroid i huvudbältet som upptäcktes den 2 september 1983 av den amerikanske astronomen Norman G. Thomas vid Anderson Mesa Station. Den är uppkallad efter Pharaoh Menkaure.
Asteroiden har en diameter på ungefär 14 kilometer och den tillhör asteroidgruppen Eos.